# Ariany
Ariany este un municipiu în insula Minorca, Insulele Baleare, Spania. Are o suprafață de 22.72 km ² și 839 de locuitori.
1. ↑   (PDF) https://ibdigital.uib.es/greenstone/sites/localsite/collect/premsaForanaMallorca/index/assoc/Ariany_1/983_mes0.dir/Ariany_1983_mes01_02_n0134.pdf Lipsește sau este vid: |title= (ajutor)
2. ↑  Real Decreto 2622/1982, de 30 de julio, por el que se aprueba la segregación del núcleo de población de la Entidad Local Menor de Ariany, perteneciente al municipio de Petra (Baleares), para posteriormente constituirse en un nuevo e independiente municipio, con la denominación de Ariany, y teniendo su capitalidad en el citado núcleo de población. (PDF) (în spaniolă)